# LGA 715
Le socket 715 (aussi appelé socket LGA 715 ou socket H) est un socket (socle de connexion) qu'Intel était censé introduire pour certains microprocesseurs basés sur la future architecture Nehalem à partir de fin 2008, comme une évolution du précédent LGA 775 qui avait été introduit avec le Pentium 4 Prescott puis maintenu pour tous les processeurs ultérieurs destinés au secteur des ordinateurs de bureau, tels que le Pentium D, le Pentium Extreme Edition, le Core 2 Duo (Conroe et Wolfdale), le Core 2 Quad et le Core 2 Extreme, ainsi que bien sûr pour les dernières incarnations du processeur Celeron (en particulier le Celeron D).
Le socket 715 n'est plus à proprement parler un socket, étant de type matrice de pastilles (LGA en anglais) celui-ci n'est plus constitué de trous destinés à accueillir les broches (pins) du processeur, les processeurs pour LGA 715 comportent de simples petits connecteurs venant toucher des pins situés sur le socket.